# (6534) Carriepeterson
(6534) Carriepeterson es un asteroide perteneciente al cinturón de asteroides, descubierto el 24 de febrero de 1995 por Timothy B. Spahr desde la Estación Astronómica Catalina, Arizona, Estados Unidos.

## Designación y nombre
Designado provisionalmente como 1995 DT1. Fue nombrado por Carolyn (Carrie) H. Peterson (1942-2006) quien fue una miembro activo de la Sociedad Astronómica del Sur de Nueva Inglaterra (ASSNE). Le interesaban las estrellas, pero le interesaba mucho más lo que motivaba a los astrónomos. Carrie apoyó la construcción del Observatorio Wishing Star en 2006, pero no vivió para verlo terminado.

## Características orbitales
Carriepeterson está situado a una distancia media del Sol de 3,169 ua, pudiendo alejarse hasta 3,550 ua y acercarse hasta 2,789 ua. Su excentricidad es 0,120 y la inclinación orbital 23,273 grados. Emplea, 2061,00 días en completar una órbita alrededor del Sol.
El próximo acercamiento a la órbita de Júpiter ocurrirá el 13 de agosto de 2126.

## Características físicas
La magnitud absoluta de Carriepeterson es 12,60. Tiene 13,409 km de diámetro y su albedo se estima en 0,108.